# 贝亚德·福里斯特
贝亚德·福里斯特（英語：Bayard Forrest，1954年7月8日—），美国NBA联盟前职业篮球运动员。他在1976年的NBA选秀中第2轮第2顺位被西雅图超音速选中。